# Integrationsverweigerung
„Integrationsverweigerung“ ist ein politisches Schlagwort. Es bezeichnet vor allem (in der Variante der „Integrationsverweigerung von unten“) das Verhalten von Einwanderern, die sich in der Gesellschaft des Einwanderungslandes nicht in dem Umfang assimilieren, in dem der Benutzer des Ausdrucks dies erwartet.
Aktuell wird der Vorwurf einer „Integrationsverweigerung von oben“ gelegentlich auch gegen Politiker und Staatsbedienstete erhoben, die durch restriktive Vorschriften und Maßnahmen die Integration von bereits im Land Aufhältigen illegitim erschwerten.
Integration bedeutet „Einbezug“, „Aufnahme in eine Gemeinschaft von Gleichen“ und ist somit immer ein bilateraler Annäherungsprozess, an dem zwei Seiten beteiligt sind, und der deshalb allenfalls beidseitig misslingen kann, etwa aufgrund von beiderseitigem Misstrauen. Was er euphemistisch verbrämt, ist die heimliche Erwartung, dass der Fremde sich anpassen, unterordnen oder gar unterwerfen soll – eine Forderung, die so explizit allerdings nicht ausgesprochen werden kann, da sie eben gerade keine Integration wäre, sondern die Herstellung eines auf dauerhafte Ungleichheit angelegten Machtverhältnisses.

## Integrationsverweigerung „von unten“
Das Festhalten von Menschen mit Migrationshintergrund an den Traditionen und Kulturgütern ihres Herkunftslandes wird, wenn sie als Integrationsverweigerer eingestuft werden, nicht als Inanspruchnahme verfassungsmäßig garantierter Grundrechte, sondern als Ausdruck von Trotz oder von mangelnder Aufklärung gedeutet.
Im deutschen Sprachraum wurde das Schlagwort unter anderem im Diskurs um die 2004 eingeführten Integrationskurse verwendet.  Auch im Kopftuchstreit hat das Schlagwort eine Rolle gespielt.

### Geschichte
Integrationsverweigerung warf bereits Benjamin Franklin in den 1750er Jahren den zäh an ihren religiösen Anschauungen und Gebräuchen festhaltenden, kulturell rückständig erscheinenden und den Besuch englischsprachiger Schulen verweigernden deutschen Einwanderern nach Pennsylvania vor: „Why should the Palatine (=Pfälzer) boors be suffer’d to swarm into our Settlements, and by herding together, establish their Language and Manners to the Exclusion of ours?“ Das pennsylvanische Committee for German affairs forderte in diesem Zusammenhang das Verbot der deutschsprachigen Presse und der Verwendung der deutschen Sprache in Schulen und Ämtern und setzte sich für Zwangsheiraten mit Angloamerikanern ein, was allerdings von Franklin abgelehnt wurde. Seit der Einwanderungswelle 1848–1855 in die USA galten insbesondere die Katholiken (Süddeutsche, Österreicher, Iren, Mexikaner) als rückständige Integrationsverweiger. Später richtete sich die Kritik gegen die mangelnde Integrationsbereitschaft  der chinesischen Einwanderer und den von ihnen getragenen Zopf als Symbol der Integrationsverweigerung. Dieser wurde ihnen in San Francisco in den 1870er Jahren oft zwangsweise abgeschnitten. Seit den 1880er und 1890er Jahren wurden schließlich immer häufiger Sprachtest gefordert, um die Integration von Immigranten zu erzwingen.

### Kritik
Kritisch wird von wissenschaftlicher Seite gegen die ursprüngliche Begriffsverwendung eingewendet, dass sich in Deutschland bisher eine „Grunderkenntnis der Migrationsforschung“ nicht durchgesetzt habe, „wonach Migranten immer Communities bilden, Netzwerke nutzen und dazu auch 'Parallelgesellschaften' entwickeln, gerade wenn sie abgelehnt werden.“

## Integrationsverweigerung „von oben“
Seit Kurzem gibt es auch den Vorwurf einer „Integrationsverweigerung von oben“. Insbesondere Politiker der Linken und der Grünen kritisieren mit diesem Begriff die Regelung über den Nachzug von Angehörigen „subsidiär Schutzberechtigter“ in Deutschland. Die ständige Sorge um das Schicksal zurückgelassener Angehöriger behindere die Integration der Schutzberechtigten massiv.
Susi Möbbeck (SPD), Integrationsbeauftragte des Landes Sachsen-Anhalt, bewertete im Juni 2018 die restriktive Politik des Bundesinnenministers als „Integrationsverweigerung“.
Besonders umstritten ist die Idee eines „Spurwechsels“, der zufolge es integrationswilligen Geflüchteten ohne gesichertes Bleiberecht in Deutschland ermöglicht werden soll, auf der Grundlage eines Einwanderungsgesetzes als gesuchte Fachkraft ein Bleiberecht zu erhalten. Bei einer Online-Befragung der „Süddeutschen Zeitung“ im August 2018 begrüßten 54 Prozent der Abstimmenden einen solchen „Spurwechsel“, 37 Prozent lehnten ihn ab. Gegner eines „Spurwechsels“ führen vor allem an, dass Deutschland dadurch attraktiver für illegale Zuwanderung gemacht werde. Auf die Abschreckungswirkung von Abschiebungen Nicht-Asylberechtigter als Instrument der Beeinflussung der Zahl Flüchtender könne nicht verzichtet werden.